# پیتر بردشاو
پیتر بردشاو (زاده ۱۹ ژوئن ۱۹۶۲ انگلیس) نویسنده، روزنامه‌نگار و منتقد فیلم اهل انگلستان است.
او با روزنامه گاردین همکاری می‌کند.